# Michał Janota
Michał Janota (Gubin, 29 luglio 1990) è un calciatore polacco, centrocampista del Mazovia Mińsk Mazowiecki.

## Palmarès

### Club

#### Competizioni nazionali
- Supercoppa di Polonia: 1

Arka Gdynia: 2018